# Jeremy Howard
Jeremy Howard (* 12. Juni 1981 in Burbank, Kalifornien) ist ein US-amerikanischer Filmschauspieler.

## Leben
Jeremy Howard ist Sohn des Schauspielers Joe Howard und wurde bereits ab Anfang der 1990er Jahre als Kinderdarsteller in Film und Fernsehen tätig. 1999 spielte er „Kyle“ in Galaxy Quest – Planlos durchs Weltall sowie „Drew Lou Who“ in Der Grinch (2000). Es folgten eine Reihe von Auftritten in Serien und Komödien. Ab 2014 verkörperte er den computeranimierten „Donatello“ in der Comicverfilmung Teenage Mutant Ninja Turtles und dem Folgefilm. Zur gleichen Zeit spielte er als „Phillip“ in der Serie Mighty Med – Wir heilen Helden.

## Filmografie (Auswahl)
- 1992: Katastrophenflug 232 (A Thousand Heroes)
- 1995: Mississippi – Fluß der Hoffnung (The Cure)
- 1999: Galaxy Quest – Planlos durchs Weltall (Galaxy Quest)
- 2000: Der Grinch (How the Grinch Stole Christmas)
- 2002: Men in Black II
- 2002: Catch Me If You Can
- 2002: Buffy – Im Bann der Dämonen (Buffy the Vampire Slayer, Fernsehserie)
- 2003: Malcolm mittendrin (Malcolm in the Middle, Fernsehserie, eine Folge)
- 2005: Entourage (Fernsehserie, eine Folge)
- 2006: College Animals 2 (National Lampoon’s Dorm Daze 2)
- 2006: My Name Is Earl (Fernsehserie, eine Folge)
- 2006: S.H.I.T. – Die Highschool GmbH (Accepted)
- 2007: Sydney White – Campus Queen (Sydney White)
- 2009: Monk (Fernsehserie, eine Folge)
- 2009: Das Hundehotel (Hotel for Dogs)
- 2010: Dr. House (House, Fernsehserie, eine Folge)
- 2011: Breaking Bad (Fernsehserie, zwei Folgen)
- 2014: Teenage Mutant Ninja Turtles
- 2014–2015: Mighty Med – Wir heilen Helden (Mighty Med, Fernsehserie, 12 Folgen)
- 2016: Teenage Mutant Ninja Turtles: Out of the Shadows
- 2019–2020: Malibu Rescue (Fernsehserie, 5 Folgen)